# Condado de Villamarciel
El condado de Villamarciel es un título nobiliario español creado el 20 de julio de 1904 por el rey Alfonso XIII a favor de José María Ramírez de Haro y Patiño, en memoria de un antiguo señorío de su casa.
Su denominación hace referencia a la localidad de Villamarciel, perteneciente al municipio de Tordesillas, provincia de Valladolid.

## Condes de Villamarciel
|                           | Titular                             | Periodo                   |
| Creación por Alfonso XIII | Creación por Alfonso XIII           | Creación por Alfonso XIII |
| ------------------------- | ----------------------------------- | ------------------------- |
| I                         | José María Ramírez de Haro y Patiño | 1904-1940                 |
| II                        | Juan Ramírez de Haro y Chacón       | 1940-1951                 |
| III                       | Juan Ramírez de Haro y de Ulloa     | 1951-1986                 |
| IV                        | Diego Ramírez de Haro y Alós        | 1986-actual titular       |

## Historia de los Condes de Villamarciel
- José María Ramírez de Haro y Patiño (Madrid 9 de septiembre de 1865-San Sebastián 19 de mayo de 1939), I conde de Villamarciel,[1] hijo de Fernando Ramírez de Haro y Belvís de Moncada, conde de Villariezo, y de María del Patrocinio Patiño y Osorio, hija de Luis María Patiño y Ramírez de Arellano, marqués de Castelar, y María del Patrocinio Osorio y Zayas.

Casó con María Ignacia Chacón y Silva. Le sucedió su hijo en 1940:
- Juan Ramírez de Haro y Chacón (1892-1951), II conde de Villamarciel[1] y I marqués de Cambil.

Casó con María de la Concepción de Ulloa y Fernández-Durán. El 4 de mayo de 1951 le sucedió su hijo:
- Juan Ramírez de Haro y de Ulloa (1922-2003), III conde de Villamarciel[1] y II marqués de Cambil.

Casó con Carmen de Alós y Merry del Val. Le sucedió su hijo en 1986:
- Diego Ramírez de Haro y Alós, IV conde de Villamarciel[2] y III marqués de Cambil.